# Киа EV6
„Киа EV6“ (Kia EV6) е модел електрически компактни SUV автомобили на южнокорейската марка „Киа“, произвеждан от 2021 година.
Това е първият изцяло електрически модел на марката и първият модел, заедно с подобния „Хюндай Йоник 5“, базиран на новоразработената специално за електрически автомобили с литиевойонни батерии платформа „Хюндай E-GMP“.
През 2022 година моделът получава европейската награда „Автомобил на годината“.